# 來自深淵 (遊戲)
《來自深淵》是一款地城動作角色扮演遊戲。游戏由日本工作室Sonic Powered开发，Aksys发行于任天堂DS平台。游戏于2008年1月17日发售于日本，同年8月26日发售于北美。

## 设定
在《来自深渊》中，玩家将控制鲁本豪特之地的冒险者。在女王的统治下，鲁本豪特本是爱好和平的国度，但随着皇后封印邪恶的次元之门被打破，和平终结了。鲁本豪特的军队无法击退魔物，而现在将由玩家再次封印它们。
在《来自深渊》中，玩家将被送入随机地下城来玩家打怪物和收集物品。地下城可能有各种主题，如火和冰。随着玩家的进展，地图将在网格结构的地图上绘制玩家通过的每个地下城。游戏由单人模式和合作模式，但合作模式不允许玩家推进剧情。

## 评价
《来自深渊》的官方评论批评了游戏的可玩性。而批评包括“单调的地下城”和“过简的剧情”。Metacritic汇总了9个独立的网上评论，游戏平均得分是59%。

## 外部連結
- 官方网站（日語）
- 官方网站（英文）